# Wereldkampioenschap superbike van Hockenheim 1995
Het wereldkampioenschap superbike van Hockenheim 1995 was de eerste ronde van het wereldkampioenschap superbike 1995. De races werden verreden op 7 mei 1995 op de Hockenheimring Baden-Württemberg nabij Hockenheim, Duitsland.

## Race 1
| Pos | Nr | Rijder               | Constructeur | Rondes | Tijd                | Grid | Punten |
| --- | -- | -------------------- | ------------ | ------ | ------------------- | ---- | ------ |
| 1   | 1  | Carl Fogarty         | Ducati       | 14     | 28:48.480           | 3    | 25     |
| 2   | 9  | Fabrizio Pirovano    | Ducati       | 14     | +9.590              | 10   | 20     |
| 3   | 20 | Jochen Schmid        | Kawasaki     | 14     | +11.640             | 7    | 16     |
| 4   | 25 | Yasutomo Nagai       | Yamaha       | 14     | +12.150             | 12   | 13     |
| 5   | 24 | Keiichi Kitagawa     | Kawasaki     | 14     | +12.370             | 13   | 11     |
| 6   | 3  | Aaron Slight         | Honda        | 14     | +12.840             | 9    | 10     |
| 7   | 45 | Colin Edwards        | Yamaha       | 14     | +13.050             | 11   | 9      |
| 8   | 2  | Scott Russell        | Kawasaki     | 14     | +13.270             | 8    | 8      |
| 9   | 5  | Simon Crafar         | Honda        | 14     | +13.640             | 14   | 7      |
| 10  | 11 | Troy Corser          | Ducati       | 14     | +13.870             | 1    | 6      |
| 11  | 8  | Piergiorgio Bontempi | Kawasaki     | 14     | +27.090             | 17   | 5      |
| 12  | 21 | Massimo Meregalli    | Yamaha       | 14     | +27.300             | 15   | 4      |
| 13  | 19 | Adrien Morillas      | Ducati       | 14     | +27.930             | 20   | 3      |
| 14  | 69 | Edwin Weibel         | Ducati       | 14     | +28.310             | 16   | 2      |
| 15  | 27 | Pierfrancesco Chili  | Ducati       | 14     | +28.530             | 2    | 1      |
| 16  | 17 | Anthony Gobert       | Kawasaki     | 14     | +28.730             | 18   |        |
| 17  | 33 | John Reynolds        | Kawasaki     | 14     | +45.030             | 4    |        |
| 18  | 31 | Michele Gallina      | Ducati       | 14     | +46.280             | 31   |        |
| 19  | 71 | Roger Kellenberger   | Honda        | 14     | +46.620             | 24   |        |
| 20  | 73 | Rainer Jänisch       | Yamaha       | 14     | +46.960             | 25   |        |
| 21  | 76 | Michael Liedl        | Kawasaki     | 14     | +50.760             | 32   |        |
| 22  | 62 | Christer Lindholm    | Yamaha       | 14     | +53.920             | 28   |        |
| 23  | 61 | Jeffry de Vries      | Yamaha       | 14     | +54.150             | 30   |        |
| 24  | 64 | Marcel Ernst         | Kawasaki     | 14     | +54.430             | 29   |        |
| 25  | 43 | David Jefferies      | Kawasaki     | 14     | +1:09.220           | 33   |        |
| DNF | 80 | Andreas Hofmann      | Kawasaki     | 12     | Uitgevallen         | 21   |        |
| DNF | 12 | Mauro Lucchiari      | Ducati       | 10     | Uitgevallen         | 6    |        |
| DNF | 66 | Jean-Yves Mounier    | Ducati       | 9      | Uitgevallen         | 34   |        |
| DNF | 13 | Paolo Casoli         | Yamaha       | 8      | Uitgevallen         | 5    |        |
| DNF | 30 | Bruno Cirafici       | Suzuki       | 7      | Uitgevallen         | 35   |        |
| DNF | 26 | Roberto Panichi      | Honda        | 4      | Uitgevallen         | 36   |        |
| DNF | 28 | Gianmaria Liverani   | Ducati       | 2      | Uitgevallen         | 22   |        |
| DNF | 18 | Valerio Destefanis   | Ducati       | 1      | Uitgevallen         | 27   |        |
| DNF | 32 | Ferdinando Di Maso   | Ducati       | 1      | Uitgevallen         | 26   |        |
| DNF | 34 | Marcel Kellenberger  | Kawasaki     | 0      | Uitgevallen         | 23   |        |
| DSQ | 4  | Andreas Meklau       | Ducati       | 14     | Gediskwalificeerd   | 19   |        |
| DNQ | 10 | Terry Rymer          | Bimota       | 0      | Niet gekwalificeerd |      |        |
| DNQ | 46 | Robert Mitter        | Ducati       | 0      | Niet gekwalificeerd |      |        |
| DNQ | 52 | Thierry Rogier       | Ducati       | 0      | Niet gekwalificeerd |      |        |
| DNQ | 29 | Nick Hopkins         | Ducati       | 0      | Niet gekwalificeerd |      |        |
| DNQ | 58 | Aldeo Presciutti     | Ducati       | 0      | Niet gekwalificeerd |      |        |
| DNQ | 48 | Anders Rasmussen     | Yamaha       | 0      | Niet gekwalificeerd |      |        |
| DNQ | 65 | Eric Maillard        | Honda        | 0      | Niet gekwalificeerd |      |        |
| DNQ | 49 | Dave Redgate         | Yamaha       | 0      | Niet gekwalificeerd |      |        |

## Race 2
| Pos | Nr | Rijder               | Constructeur | Rondes | Tijd                | Grid | Punten |
| --- | -- | -------------------- | ------------ | ------ | ------------------- | ---- | ------ |
| 1   | 1  | Carl Fogarty         | Ducati       | 14     | 28:52.160           | 3    | 25     |
| 2   | 20 | Jochen Schmid        | Kawasaki     | 14     | +4.230              | 7    | 20     |
| 3   | 3  | Aaron Slight         | Honda        | 14     | +4.460              | 9    | 16     |
| 4   | 25 | Yasutomo Nagai       | Yamaha       | 14     | +4.650              | 12   | 13     |
| 5   | 45 | Colin Edwards        | Yamaha       | 14     | +4.830              | 11   | 11     |
| 6   | 5  | Simon Crafar         | Honda        | 14     | +5.310              | 14   | 10     |
| 7   | 12 | Mauro Lucchiari      | Ducati       | 14     | +5.490              | 6    | 9      |
| 8   | 11 | Troy Corser          | Ducati       | 14     | +5.690              | 1    | 8      |
| 9   | 27 | Pierfrancesco Chili  | Ducati       | 14     | +5.860              | 2    | 7      |
| 10  | 2  | Scott Russell        | Kawasaki     | 14     | +6.050              | 8    | 6      |
| 11  | 4  | Andreas Meklau       | Ducati       | 14     | +9.750              | 19   | 5      |
| 12  | 24 | Keiichi Kitagawa     | Kawasaki     | 14     | +12.530             | 13   | 4      |
| 13  | 9  | Fabrizio Pirovano    | Ducati       | 14     | +12.960             | 10   | 3      |
| 14  | 8  | Piergiorgio Bontempi | Kawasaki     | 14     | +13.430             | 17   | 2      |
| 15  | 13 | Paolo Casoli         | Yamaha       | 14     | +22.640             | 5    | 1      |
| 16  | 21 | Massimo Meregalli    | Yamaha       | 14     | +30.980             | 15   |        |
| 17  | 34 | Marcel Kellenberger  | Kawasaki     | 14     | +34.230             | 23   |        |
| 18  | 28 | Gianmaria Liverani   | Ducati       | 14     | +39.100             | 22   |        |
| 19  | 76 | Michael Liedl        | Kawasaki     | 14     | +44.330             | 32   |        |
| 20  | 31 | Michele Gallina      | Ducati       | 14     | +44.570             | 31   |        |
| 21  | 73 | Rainer Jänisch       | Yamaha       | 14     | +44.800             | 25   |        |
| 22  | 43 | David Jefferies      | Kawasaki     | 14     | +1:02.750           | 33   |        |
| 23  | 26 | Roberto Panichi      | Honda        | 14     | +1:45.810           | 36   |        |
| 24  | 30 | Bruno Cirafici       | Suzuki       | 14     | +1:46.130           | 35   |        |
| DNF | 17 | Anthony Gobert       | Kawasaki     | 11     | Uitgevallen         | 18   |        |
| DNF | 71 | Roger Kellenberger   | Honda        | 11     | Uitgevallen         | 24   |        |
| DNF | 64 | Marcel Ernst         | Kawasaki     | 8      | Uitgevallen         | 29   |        |
| DNF | 66 | Jean-Yves Mounier    | Ducati       | 7      | Uitgevallen         | 34   |        |
| DNF | 80 | Andreas Hofmann      | Kawasaki     | 5      | Uitgevallen         | 21   |        |
| DNF | 61 | Jeffry de Vries      | Yamaha       | 4      | Uitgevallen         | 30   |        |
| DNF | 33 | John Reynolds        | Kawasaki     | 3      | Uitgevallen         | 4    |        |
| DNF | 19 | Adrien Morillas      | Ducati       | 2      | Uitgevallen         | 20   |        |
| DNF | 18 | Valerio Destefanis   | Ducati       | 2      | Uitgevallen         | 27   |        |
| DNF | 69 | Edwin Weibel         | Ducati       | 1      | Uitgevallen         | 16   |        |
| DNS | 32 | Ferdinando Di Maso   | Ducati       | 0      | Niet gestart        | 26   |        |
| DNS | 62 | Christer Lindholm    | Yamaha       | 0      | Niet gestart        | 28   |        |
| DNQ | 10 | Terry Rymer          | Bimota       | 0      | Niet gekwalificeerd |      |        |
| DNQ | 46 | Robert Mitter        | Ducati       | 0      | Niet gekwalificeerd |      |        |
| DNQ | 52 | Thierry Rogier       | Ducati       | 0      | Niet gekwalificeerd |      |        |
| DNQ | 29 | Nick Hopkins         | Ducati       | 0      | Niet gekwalificeerd |      |        |
| DNQ | 58 | Aldeo Presciutti     | Ducati       | 0      | Niet gekwalificeerd |      |        |
| DNQ | 48 | Anders Rasmussen     | Yamaha       | 0      | Niet gekwalificeerd |      |        |
| DNQ | 65 | Eric Maillard        | Honda        | 0      | Niet gekwalificeerd |      |        |
| DNQ | 49 | Dave Redgate         | Yamaha       | 0      | Niet gekwalificeerd |      |        |

## Tussenstanden na wedstrijd
| Pos | Nr | Rijder            | Team     | Punten |
| --- | -- | ----------------- | -------- | ------ |
| 1   | 1  | Carl Fogarty      | Ducati   | 50     |
| 2   | 20 | Jochen Schmid     | Kawasaki | 36     |
| 3   | 3  | Aaron Slight      | Honda    | 26     |
| 4   | 25 | Yasutomo Nagai    | Yamaha   | 26     |
| 5   | 9  | Fabrizio Pirovano | Ducati   | 23     |

1988 · 1989 · 1990 · 1991 · 1992 · 1993 · 1994 · 1995 · 1996 · 1997 · 1999 · 2000